# Seznam písní s texty Zdeňka Borovce
Toto je seznam písní s texty, které napsal Zdeněk Borovec.

## Seznam
poz. - píseň  interpret (autor hudby-h: nebo textů původní písně)
(h: ) - doposud nezjištěný autor hudby
- (na doplnění)

## A
- A kapky kapou - Helena Vondráčková - (h:Zdeněk Marat
- Alžbětinská serenáda  -  (Elisabethan serenade) Karel Gott - (h:Ronald Binge)
- Amore, Amore (Tic-ti, Tic-ta) - Yvetta Simonová a Milan Chladil - (h:Gaetano Lama)
- Arrivederci, Roma (Goodbye to Rome) - Milan Chladil - (h:Renato Rascel)
- A ty se ptáš, co já (The Winner Takes It All) - Helena Vondráčková - (h:Benny Andersson, Bjorn Ulvaeus)
- Ať láska má kde kvést - Karel Gott - (h:Karel Svoboda)
- Až jednou - Karel Gott - (h:Karel Svoboda)

## B
- Blonďák s červenou bugatkou - Naďa Urbánková - (h:Ch. Downden)
- Butterfly - Yvetta Simonová - (h:Daniele Rose Gérard)
- Být tě hoden (Tears in Heaven) - Karel Černoch - (h:Eric Clapton)
- Bílá růže (Ramblin´Rose) - Milan Chladil - (h: Noel Sherman/Joe Sherman)
- Bílou křídou - Aleš Ulm a Petra Černocká - (h:Vítězslav Hádl, Ladislav Pikart)

## C
- Cítím (Feelings) - Karel Gott - (h:Morris Albert)

## Č
- Čas je proti nám - Helena Vondráčková - (h:Hellmut Sickel)
- Čas chvátá - Waldemar Matuška - (h:traditional)
- Čí drak vzlétne (Let's Go Fly A Kite) - Jaromír Mayer - (h:Richard Sherman, Robert Sherman)

## D
- Dajána (Diana) - Milan Chladil - (h:Paul Anka)
- Dej se vést - Yvetta Simonová - (h:Robert Wright)
- Děti z Pirea - Yvetta Simonová a Milan Chladil - (h:Manos Hadjidakis)
- Ding - a - dong - Yvetta Simonová a Milan Chladil - (h:Dick Bakker)
- Dívčí pláč - Jaromír Mayer - (h:Zdeněk Marat)
- Doteky tvých řas - Daniel Hůlka (h:Karel Svoboda)
- Dovolená (Felicita) - Aleš Ulm - (h:Gino de Stefani, Dario Farina)
- Draculův monolog - Daniel Hůlka (h:Karel Svoboda)
- Dům u vycházejícího slunce (The House Of The Rising Sun) - Jaromír Mayer - (h:tradicional)
- Dvě malá křídla tu nejsou (Killing Me Softly) - Helena Vondráčková - (Charles Fox/Norman Gimbel)

## G
- Good Bye - Hana Pazeltová - (h:John Lenon, Paul McCartney)
- Granada - Milan Chladil - (h:Augustin Lara)

## H
- Hádanka s tajenkou - Daniel Hůlka (h:Karel Svoboda)
- Hej, ty tam (Late At Night) - Helena Vondráčková - (Alice May/Alice May)
- Hlava mazaná - JiR Korn a Petra Janů - (h:Alan Boublil, Claude Michel Schönberg)
- Hodina H (Stayin Alive) - Marie Rottrová - (h:Bee Gees)
- Holky já mám všechny rád (Snowbird) - Waldemar Matuška - (h:Don McLean)
- Holubičko bílá - Hana Pazeltová - (h:Zdeněk Marat)
- Hotel Ritz (Puttin' on the Ritz ) -  Jiří Korn - (h:Irving Berlin)
- Hrátky s láskou -  Karel Gott - (h:Francis Lai)
- Hříšník a fláma - Waldemar Matuška - (h:Zdeněk Marat)

## Ch
- Chtěla bych zpívat jako zvon (I Want To Sing With Your Band) - Helena Blehárová - (h:Tony Hatch, Jackie Trent)

## J
- Já jsem tvá neznámá - Hana Zagorová - (h:Vítězslav Hádl, Ladislav Pikart)
- Já jsem zamilovaná - Yvetta Simonová - (h:Jaromír Vomáčka)
- Jak se to léčí - Eva Svobodová - (h:Karel Svoboda)
- Jak jdem tím zdejším světem - Karel Zich
- Já na bráchu - blues (Shaddap You Face) - Helena Vondráčková a Jiří Korn - (Joseph Joe Dolce/Joseph Joe Dolce)
- Já půjdu tam a ty tam (Save Your Kisses For Me) - Helena Vondráčková a Jiří Korn -(h: Tony Hiller, Martin Lee)
- Já sedím jen tak v oblacích (I'm Sitting On The Top Of The World) -  Yvetta Simonová - (h:Ray Henderson)
- Já to vidím jak dnes (I Remember It Well) - Helena Vondráčková a Jiří Korn - (h:Frederick Loewe)
- Já žil, jak jsem žil (For Once In My Life)  - Karel Gott - (h:Orlando Murder)
- Jdi za štěstím - Karel Gott - (h:Karel Svoboda)
- Je jaká je (Sereno é) - Karel Gott - (h:Enrico Riccardi)
- Je nás jedenáct (Hello Mary Lou Goodbye Heart) - Milan Chladil - (h:Gene Pitney)
- Jen pár večerů (Unforgettable) - Helena Vondráčková a Karel Gott - (h:Irving Gordon)
- Jen ten tvůj úsměv mi zůstal - Yvetta Simonová - (h:Zdeněk Marat)
- Jen vítr to ví a mlčí dál (Blowin' in the Wind) - Judita Čeřovská - (h:Bob Dylan)
- Ještě tě mám plnou náruč - Jiří Korn (h: Ondřej Soukup)
- Juli-Juli-Juliána - Milan Chladil - (h: )

## K
- Kabaret - Eva Pilarová - (h: )
- Kam zmizel ten starý song - Helena Vondráčková - (h:Melanie Safka)
- Každá trampota má svou mez (Rest Your Love On Me) - Helena Vondráčková a Jiří Korn - (Barry Alan Gibb/Barry Alan Gibb)
- Když jsem já byl tenkrát kluk (Yesterday When I Was Young) - (Charles Aznavour/Herbert Ketzmer)
- Když máš v chalupě orchestrion - Waldemar Matuška - (h:Luboš Fišer)
- Když se načančám - Heidi Janků - (h:Jiří Zmožek)
- Když slunce jde spát (W bialej ciszy powiek) - Jaromír Mayer - (h:Janusz Andrzej Piatkowski)
- Když mě přijmeš do svých svátků (When You Tell Me That You Love Me) - Helena Vondráčková a Karel Gott - (h:Albert Hammond)
- Klíč ke všem proměnám (Love Changes Everything) - Karel Gott - (h:Andrew Lloyd Webber)
- Knížka snů - Helena Vondráčková - (h: )
- Kdo má víc (I will) - Milan Chladil

## L
- Láska motýlí - Věra Špinarová (hudba Zdeněk Marat)
- Láska tvá jsem já, jen já - Yvetta Simonová a Milan Chladil - (h:Benny Andersson, Bjorn Ulvaeus)
- Láskou a květem se braň (Young Girl) - Jaromír Mayer - (h:Jerry Fuller)
- Léta prázdnin (Moribond) - Karel Gott - (h:Jacques Brel)
- Lorelay - Karel Gott - (h:Petr Hapka)

## M
- Má malá zem - Waldemar Matuška - (h:Zdeněk Marat)
- Má máma tuší - Yvetta Simonová - (h:V. Hála , J. Knittl)
- Mám malý stan - Karel Štědrý, Waldemar Matuška -(h: Bedřich Nikodém)
- Malá černá kočička - Yvetta Simonová - (h:Jaromír Vomáčka)
- Malý princi, co s tvou růží (A flower in my garden) - Helena Vondráčková - (h:Björn Ulvaeus, Benny Anderson)
- Malý přítel z města N (The Mouth Organ Boy) - Jaromír Mayer - (h:Fernando Arbex)
- Mám, co každý má (All My Trials) - Jaromír Mayer - (h:tradicional)
- Maškaráda - Hana Pazeltová - (h:Zdeněk Marat)
- Modrý anděl (Ich bin von Kopf bis Fuss auf Liebe eingestellt) - Helena Vondráčková - (h:Friedrich HolländerMr. Sen - Helena Vondráčková - (h:Zdeněk Marat)
- Měl jsem rád a mám (Soleado) - Karel Gott - (h:Ciro Dammicco, Dario Baldan Bembo)
- Můj čas - Hana Zagorová, Stanislav Hložek, Petr Kotvald - (h:Petr a Pavel Orm)
- Můj déšť - Karel Gott - (h:Karel Svoboda)
- Můj přítel odjel - Karel Zich - (h:Karel Zich)
- Můj refrén - Karel Gott - (h:Karel Svoboda)
- Můžeš zůstat, můžeš jít (The Windmills Of Your Mind) - Helena Vondráčková - (Michel Jean Legrand/Alan Bergman a Marilyn Bergman)
- My milujeme jazzband (Jazz Band) - Helena Vondráčková a Jiří Korn - (h:traditional)
- Mží - Hana Zagorová - (h:Michal David)

## N
- Na sedmém lánu - Helena Vondráčková - (Karel Svoboda)
- Nač vlastně v půli vzdávat mač  (Nine To Five) - Helena Vondráčková - (Florrie Palmer/Florrie Palmer)
- Narodil se úsměv (Weave Me The Sunshine) - Jaromír Mayer - (h:Peter Yarrow)
- Náš sen - Daniel Hůlka a Leona Machálková - (h:Karel Svoboda)
- Náš vor plul dál - Jaromír Mayer - (h:česká lidová)
- Nedovol mi spát - Helena Vondráčková - (Bohuslav Ondráček)
- Nejkrásnější na světě je láska - Helena Vondráčková - (h:Karel Svoboda)
- Nejmíň stárne klaun - Rudolf Cortés - (h:Karel Svoboda)
- Není všechno zlato co se třpytí - Elena Lukášková - (h:Vítězslav Hádl, Ladislav Pikart)
- Neplač malá (All My Lovin) - Jaromír Mayer a Milan Chladil - (h:John Lennon, Paul McCartney)
- Nepočítám - Judita Čeřovská - (h:Zdeněk John)
- Nevinná - Karel Gott - (h:Ladislav Štaidl)
- Nic než láska tvá (Sugar Baby Love) - Karel Gott - (h: )
- Nic než sníh - Jarmila Veselá - (h:Evžen Illín)
- Nevím - Hana Zagorová - (h:Karel Svoboda)
- Nešlap, nelámej - Hana Zagorová - (h: Jiří Zmožek)

## O
- O dvě vrátka dál - Karel Gott - (h:Karel Svoboda)
- Odchází mé trápení (Everytime I See A Rainbow) - Helena Blehárová - (h:Grant Al)
- Oh, Harold (Oh, Carol) - Helena Vondráčková - (h:Nicky Chinn)
- On růži dal (Dum De Da) - Jaromír Mayer - (h:Christian Heilburg)
- O šípkových růžích - Helena Vondráčková - (h:Karel Svoboda)

## P
- Paganini - Karel Gott - (h:Karel Svoboda)
- Pan Smích - Yvetta Simonová - (h:David Martin)
- Párkrát mlčet (All I Ask Of You) - Helena Vondráčková a Karel Gott - (h:Andrew Lloyd Webber)
- Pár růží pro smutnou paní (Red Roses For A Blue Lady) - Milan Chladil - (h:Sid Teppler Roy)
- Pochval strom za zelený listí (Little Green Apples) - Eva Pilarová; Helena Vondráčková - (h: Bobby Russell)
- Písnička na pozdrav - Allanovy sestry - (h:Vlastimil Hála, Jiří Baur)
- Píseň lásky tlampač z dáli hrál - Hana Zagorová - (h:Karel Svoboda)
- Pochval strom za zelený listí (Little Green Apples) - Eva Pilarová a Jaromír Mayer - (h:Bobby Larry Russell)
- Pojď jen blíž - Helena Vondráčková - (h:Jindřich Brabec)
- Práskni do koní - Jaromír Mayer - (h:Zdeněk Marat)
- Přejdi Jordán - Golden Kids, Helena Vondráčková - (h:Zdeněk Marat)
- Přítele mám, abych měl za kým jít (With a little help from my friends) -  Helena Vondráčková - (h:J. Lennon, Paul McCartney)
- Proč mě nikdo nemá rád (I Say A Little Prayer) - Helena Vondráčková, Ilona Csáková -(Burt Bacharach/Hal David)
- Proč nejsi tam, kde já - Leona Machálková - (h:Karel Svoboda)
- Prostři pro dva stůl - Karel Gott (h:Karel Svoboda)

## R
- Raději snad pláč mi dej (Canto triste) - Helena Vondráčková - (h:Eduardo Lobo, Vinicius de Moraes)
- Romeo (Salome) - Yvetta Simonová - (h:Robert Stolz)
- Rozhoupej zvony (Lieb mich so, wie dein Herz es mag) - Eva Pilarová a Jaromír Mayer - (h:Frank Schöbel)
- Říjen a já - Daniel Hůlka - (h:Karel Svoboda)

## Ř
- Řekněte sám - Eva Martinová a Josef Zíma - (h:Karel Mareš)

## S
- Santa Lucia - Waldemar Matuška, Karel Gott
- Sen je lhář - Helena Vondráčková - (h:Michal David)
- Sjedem to zábradlí (Le telephone pleure) - Jaromír Mayer a Lucie Mayerová - (h:Jean-Pierre Bourtayre)
- Sladké hlouposti (Something Stupid) - Yvetta Simonová a Milan Chladil - (h:Carson Parks)
- Slunce (Come vorrei) - Helena Vondráčková a Jiří Korn - (Dario Farina/Cristiano Minellono)
- Smíš dál - Helena Vondráčková - (h:Karel Svoboda)
- Směj se dál - Jarmila Veselá a Rudolf Cortés - (h:Jiří Baur)
- Snad měl mě rád - Jarmila Veselá - (h:Evžen Illín)
- Snad přijde i klaun (Send In The Clowns) - Helena Vondráčková - (h: S.Sondheim)
- Sen lásky (Speak Softly Love) - Yvetta Simonová - (h:Giovanni Rota)
- Sochy v dešti (Crying In The Rain) - Eva Pilarová a Jaromír Mayer - (h:Howard Greenfield, Carole King)
- Sonáta v moll - Jaromír Mayer - (h:Vlastimil Hála)
- Stevenův monolog - Pavel Vítek -  (h:Zdeněk Borovec)
- Stokrát chválím čas (Sometimes When We Touch) - Karel Gott (h: Daniel Grafton Hill / Barry Mann)
- Strejdo, scházíš nám jak sůl (Saving All My Love For You) - Helena Vondráčková - (Michael Masser / Gerald Goffin)
- Stromy a řeka - Helena Vondráčková - (h: Bohuslav Ondráček)
- Stříbrný vítr - Yvetta Simonová - (h:Zdeněk Marat)
- Studánko stříbrná - Hana Zagorová - (h: Karel Svoboda)
- Stůj, noci dlouhá - Helena Vondráčková - (h: Bohuslav Ondráček)
- Svatba u dvou lilií - Marie Rottrová - (h:Bohuslav Ondráček)
- Svět ve kterém žijem (Down By The Riverside) - Yvetta Simonová a Milan Chladil - (h: )
- Svou partu přátel ještě naštěstí mám - Helena Vondráčková - (h:Hellmut Sickel)

## Š
- Šel chlapeček na procházku - Yvetta Simonová - (h:Jaromír Vomáčka)
- Šeptej mi (Sugar me) - Helena Vondráčková - (h:Barry Green, Lynsey de Paul)
- Šumař - Helena Vondráčková - (h:Vítězslav Hádl)
- " Stále šťastné údolí"  Václav Neckář - (h:  Petr Janda)

## T
- Ta dívka jsem já (A Teenager In Love) - Elena Lukášová - (h:Doc Pomus, Mortimer Shuman)
- Tak jsem odletěla s bílým motýlem - Helena Vondráčková  (h:Vlastimil Hála), 21. 2. 1975
- Tak se mi o tom zdá - Helena Vondráčková  (h:Karel Svoboda), (z filmu Romance za korunu)
- Tam v dáli za řekou (Down By The Riverside) - Yvetta Simonová a Milan Chladil - (h: )
- Tango s cizí dámou - Jiří Korn -(h:Karel Svoboda)
- Táto, táto (Daddy, Daddy What Is Heaven Like) - Jaromír Mayer a Anděla Mayerová - (h:A. Wayne)
- Ten kluk, co krev měl dravou - Karel Zich - (h:Karel Zich)
- Ten můj mě hladí líp (I'd like to teach the world to sing /in perfect harmony) - Helena Vondráčková  (h:William Backer, Billy Davis, Roger John Greenaway, Roger Frederick Cook), 21. 9. 1971
- Ten song hrál nám ten ďábel saxofon (The Last Night Of The World) - Helena Vondráčková a Karel Gott - (h:Claude-Michel Schonberg)
- Ten vůz už jel -  Marie Rottrová - (h:Jiří Zmožek)
- Těšíme se na Ježíška -  - (h:Jaromír Vomáčka)
- To pan Chopin (I Like Chopin) - Helena Vondráčková a Jiří Korn - (Pierluigi Giombini/Paul Mazzolini)
- Ten právě příchozí - Daniel Hůlka - (h:Karel Svoboda)
- To je tvý Waterloo - Helena Vondráčková, - (h: Vladimír Popelka), 19. 6. 1970
- To se nikdo nedoví - Waldemar Matuška a Helena Vondráčková - (h:Zdeněk Marat), 14. 5. 1968
- Toulavý kůň - Aleš Ulm - (h:Zdeněk Marat)
- Třešní plná stráň - Elena Lukášová - (h:Zdeněk Marat)
- Tvá loď se vrátí - Helena Blehárová - (h:Bohuslav Ondráček)
- Tvá malá Jane - Helena Vondráčková, Golden Kids - (h: Bohuslav Ondráček), 17. 12. 1969
- Ty už máš jinou - Jarmila Veselá - (h:Jaroslav Malina)

## U
- Už jsi úplně sám (Sign Of The Times) - Helena Blehárová - (h:Tony Hatch)
- Už svítá - Judita Čeřovská - (h:Bohuslav Ondráček)
- Už ti nebudu psát (Non son degno di te) - Jaromír Mayer - (h:Bruno Zambrini, Francesco Migliacci)
- Už z hor zní zvon (Amazing Grace) - Karel Gott - (h:traditional)
- " Taky jsem se narodil bos"  Petr Janda - (h: Petr Janda)

## V
- Vánoční strom - Karel Gott - (h:Karel Svoboda)
- Včera (Yesterday) - Jaromír Mayer - (h:John Lennon, Paul McCartney)
- Venku je déšť a mráz (Baby It's Cold Outside) - Eva Pilarová a Jaromír Mayer - (h:Frank Loesser)
- Věř jenom v lásku mou (Let The Heartaches Begin) - Jaromír Mayer - (h:Tony Mac Caulay, John MacLeod)
- Vím, že jsi se mnou - Leona Machálková a Daniel Hůlka - (h:Karel Svoboda)
- Veselé Vánoce (Vánoce, vánoce přicházejí) - (h:Jaromír Vomáčka)
- Vrať se do Sorrenta (Torna a Surriento) - Karel Gott - (h:Ernesto De Curtis)
- Vzkaz (Poor Soul) - Jaromír Mayer - (h:Cyril Azzam)
- Vždycky mám kam jít (Leave the world alone) - Helena Vondráčková - (h:Les Reed), 11. 9. 1972

## Z
- Začínám si s láskou hrát (A Little Bit In Love) - Jarmila Veselá - (h:Leonard Bernstein)
- Za láskou půjdu na světa kraj - Daniel Hůlka - (h:Karel Svoboda)
- Zase odjel jeden kamión - Jaromír Mayer - (h:Bohuslav Ondráček)
- Zas přijde červen (It's Raining Roses) - Helena Vondráčková - (h: Les Reed), 11. 9. 1972
- Za tebou (Ca serait beau) - Jaromír Mayer - (h:francouzská lidová)
- Zem se koulí - Helena Vondráčková - (h: Bohuslav Ondráček), 10. 7. 1974
- Zdráv buď, Robinsone - Karel Gott - (h:Karel Svoboda)
- Znám jeden kout (I Know A Place) - Helena Blehárová - (h:Tony Hatch)
- Ztracená bačkorka - (h:Zdeněk Marat)
- Zpívám své zpívání - Helena Vondráčková - (h:Karel Svoboda)
- Zpívánky pro kočku - Michaela Kuklová - (h:Karel Svoboda)
- Zpívat jako déšť (Singin´ In The Rain) - Jiří Korn - (Nacio Herb Brown/Arthur Freed)
- Zrcadlo - (h:Karel Svoboda), (Muzikál Monte Christo)
- Zřejmě letos nikde nejsou kytky -  Marie Rottrová - (h:Jiří Zmožek)

## Ž
- Žárlivost - Daniel Hůlka - (h:Karel Svoboda)